# Dérbi da Córsega
O Dérbi da Córsega é o clássico que envolve os dois principais clubes de futebol da Córsega: o AC Ajaccio e o SC Bastia. Além do futebol, a questão geográfica é outro fator para a rivalidade entre as cidades - enquanto Ajaccio, além de ser a capital da região da Córsega do Sul é a maior cidade (e capital) da ilha, Bastia é a capital e principal cidade da Alta Córsega.
A primeira edição do clássico foi realizada em novembro de 1965, terminando com vitória do Bastia por 3 a 1. Desde então, foram 38 jogos, sendo 21 vitórias dos Bleus, contra 11 do Ajaccio, contabilizando ainda 7 empates. Entre as temporadas de 2010–11 e 2011–12, o Dérbi da Córsega não foi disputado, voltando na edição 2012–13 da Ligue 1.
A maior vitória registrada no Dérbi foi um 6 a 0 favorável ao Bastia, em maio de 1966.

## Estatísticas
5 de fevereiro de 2024
| Competição     | Partidas | Vitórias do AC Ajaccio | Empates | Vitórias do SC Bastia | Gols marcados pelo AC Ajaccio | Gols marcados pelo SC Bastia |
| -------------- | -------- | ---------------------- | ------- | --------------------- | ----------------------------- | ---------------------------- |
| Campeonato     | 36       | 10                     | 6       | 20                    | 37                            | 50                           |
| Copa da França | 3        | 1                      | 1       | 1                     | 1                             | 2                            |
| Copa da Liga   | 1        | 0                      | 0       | 1                     | 0                             | 1                            |
| Amistosos      | 1        | 1                      | 0       | 0                     | 1                             | 0                            |
| Total          | 40       | 11                     | 7       | 22                    | 38                            | 53                           |